# القدموس (طرطوس)
القدموس، بلدة سورية تابعة لمحافظة طرطوس، وتقع في السلسلة الجبلية الساحلية على الطريق الواصل بين بانياس ومصياف؛ لها حدود مع منطقة الشيخ بدر جنوباً ومحافظة حماة شرقا وتبعد عن طرطوس 65 كيلو متراً. تمتد امتدادا جغرافيا كبيرا حيث أن المسافة بين حدودها من الجنوب الغربي حتى الشمال الشرقى تبلغ أكثر من 50 كيلو متراً ومن الغرب إلى الشرق 30 كيلو متراً. تُطل على ما حولها وعلى ممر بانياس مصياف والسهول والجبال وتحيط بها الطبيعة الرائعة من كل جانب، وهي مركز ناحية القدموس التي تتبع لها إداريا 67 بلدة وقرية ومزرعة.

## المناخ والطبيعة
تتميز القدموس بطبيعتها الجبلية الساحرة وجبالها التي تكسوها غابات السنديان والصنوبر والبلوط وتنتشر على السفوح والمدرجات الأشجار المثمرة مثل التفاح واللوز والزيتون وغيرها مكملة الغابات الطبيعية على السفوح بمشهد رائع اخاذ يفوق الوصف بجماله، ولموقع القدموس أهمية كبيرة في المنطقة فهي تتوسط جبال وغابات وبلدات على القمم أو في الوديان والسهول وتنتج القدموس شتى أنواع الفاكهة والخضروات المتميزة، وتتمتع المدينة بمناخ معتدل جميل في فصل الصيف، وبارد في فصل الشتاء وتتساقط الثلوج بغزارة وتغطي المدينة والجبال المحيطة.

## القدموس في التاريخ
سميت القدموس بهذا الاسم نسبة إلى الإله الفينيقي قدموس وتقول الأسطورة السورية القديمة (أن قدموس ركب البحر وراح يبحث عن أخته أوروبا التي اختطفها زيوس وذهب من سورية إلى بلاد الإغريق وأصبح معلما ونشر الأبجدية والعلم هناك) أنه الملك أو الإله السوري (قدموس)، في منطقة القدموس عدد من المواقع الأثرية مثل قلعة القدموس التي يمكن الوصول إليها من المدينة القديمة بواسطة أدراج حجرية أثرية. واتسعت شهرة هذه القلعة أيام صلاح الدين الأيوبي وكان لها شأن كبير وكذلك قلعة الكهف، وعدد من المباني والمدافن والكهوف الأثرية التي تعود لعصور قديمة.

## معالمها
فيها العديد من مناطق السياحة والمواقع الأثرية كقلعة القدموس وموقع جبل القضبون (قرية كاف الجاع) وقلعة الكهف وبعض الكهوف الأثرية والمدافن بالإضافة إلى المواقع الصالحة للاستثمار السياحي مثل /غابة الشعرة وجبل المولى حسن وجبل القضبون.
ترتبط القدموس بشبكة حديثة من الطرق ويوجد بها عدد من شركات النقل السياحي الراقية التي تربط المدينة مع الكثير من المدن والمناطق السورية وخاصة مناطق الجبال الساحلية ومدن البحر المتوسط والمصايف المنتشرة في المنطقة، ويوجد في القدموس عدد من أجمل المواقع الطبيعية والسياحية الرائعة وهي مثالية لرحلات السفاري وقضاء العطلات والتمتع بالطبيعة مثل :
- غابة حمام واصل
- غابة الشعرة
- غابة تلة
- غابة الصوراني
- غابة جبل القدموس
- جبل بنت النبع (قرية كاف الجاع)
- عين الريس
- المدافن والكهوف الأثرية
- قلعة الكهف
- جبل النبي شيت
- الطواحين
- حدادة

### قلعة القدموس
قلعة القدموس تبعد عن بانياس /30/كيلو مترا شرقا و/70/كيلو مترا عن طرطوس باتجاه الشمال الشرقى ترتفع عن سطح البحر /1000/ متر وهي تشكل مرتفعا صخريا طبيعيا معزولا عما يحيط به من كل الجهات تمتد بشكل متطاول يتم الدخول إليها من خلال درج إسمنتي حديث يؤدي إلى بوابة أولى قديمة تم إنشاؤها لضمان حماية القلعة ويلي البوابة من جهة اليمين جدار تحصيني للممر المؤدي إلى القلعة بنى بحجارة مسوّاة مسافة /50/ مترا وعلى اليمين توجد بقايا إحدى ركائز البوابة الثانية المبنية بحجارة منحوتة يستمر الدرج الإسمنتي إلى سطح القلعة حيث يواجهنا بئران مائيان قديمان منحوتان بالصخر الطبيعي يستخدمان لجمع الماء حاليا وتتوزع الابنية السكنية الحديثة بعضها من الإسمنت المسلح وبعضها من الحجر المقطوع وهي تعود إلى ثماني أسر على حافة الضلع الجنوبي للقلعة وفي منتصفها تقريبا بناء حجري قديم مدخله عقدي بني بحجارة منحوتة ذو باب صغير يؤدي إلى قناة داخلية يقوم على ركائز حجرية سداسية من كل جهة ثلاث ركائز عقدية تلتقي في محور السقف تقسم هذه الركائز إلى ثلاثة أقسام متصلة مع بعضها البعض يقع بين كل ركيزة وأخرى في الضلع الجنوبي نافذة متوسطة الحجم كما يقع في الجهة الشرقية غرفة طولها /20/ مترا وعرضها /10/ أمتار وهي ذات ثلاثة أروقة لها سقوف عقدية وفي كل رواق شرفة تطل على جهة الشرق.

### جبل القضبون
جبل القضبون يبعد عن القدموس /10/ كيلو مترات شرقا على يمين طريق عام /القدموس مصياف/ في قرية كاف الجاع ويرتفع حوالي /1194/ مترا عن سطح البحر وعرف باسم /القضبون والعتبون والقيقبون/ ويعد معبدا مهما لعبادة الإله بعل إله الرعد والبرق يكتسب هذا الموقع أهمية أثرية كبيرة إضافة إلى العثور على نصب بازلتي مستورد للإله بعل تم نقله إلى متحف طرطوس عام /1989/ وهو مسلة نذرية من الحجر البازلتي الأسود أبعاده /2205 ضرب 83 ضرب 182/ سنتمترا نقش عليها تمثال نافر للإله بعل بصفة محارب ذي لحية وعلى رأسه خوذة يزينها قرنا ثور حاملا بيده اليسرى رمحا وباليمنى بلطة وتبدو عليه الملامح المصرية ويظهر على المسلة صورة جانبية لأسد يمشي تحت قدمي الإله بعل يوحي بالسيطرة عليه.
ويوجد في موقع جبل القضبون معبدان: 
المعبد الأول يقع في بداية التل مؤلف من قاعة مستطيلة أبعادها /9 أمتار ضرب 520 سنتمترا/ بني بحجارة كلسية كبيرة الحجم ويتخلل المعبد مذبح وفيه ثلاث طبقات سكنية تعود لعصور مختلفة /إسلامي ورومانى ويوناني/.
والمعبد الثاني يقع في أعلى قمة التل حيث تم العثور على النصب المذكور ويبعد عن المعبد الأول حوالي /150/ مترا مؤلف من مدخل عريض ذي أرضية حجرية مبلطة والمدخل يؤدي إلى غرفة ومنه إلى مجموعة غرف.